# Xylophagus nitidus
Xylophagus nitidus är en tvåvingeart som beskrevs av Adams 1904. Xylophagus nitidus ingår i släktet Xylophagus och familjen vedflugor. Inga underarter finns listade i Catalogue of Life.